# Корсави
Корсави (фр. Corsavy) је насељено место у Француској у региону Лангдок-Русијон, у департману Источни Пиринеји.
По подацима из 2011. године у општини је живело 238 становника, а густина насељености је износила 5,06 становника/km².

## Демографија
| 1962. | 1968. | 1975. | 1982. | 1990. | 2011. |
| ----- | ----- | ----- | ----- | ----- | ----- |
| 218   | 282   | 263   | 190   | 194   | 238   |